# Théophile Depreux
Pour les articles homonymes, voir Depreux.
Théophile Depreux, né le 7 mars 1826 à Nieppe (Nord) et mort le 28 mai 1912 à Viesly (Nord), est un homme politique français.

## Biographie
Issu d'une famille d'agriculteurs aisés, il fait ses études de droit et s'installe comme avocat à Cambrai. Il y fonde, en 1869, un journal d'opposition à l'Empire. Depreux est Maire de Viesly de 1878 à 1884, puis conseiller municipal de Cambrai de 1884 à 1888. Il était aussi administrateurs de sucreries et de verreries. Il est sénateur du Nord, inscrit au groupe de la Gauche républicaine, de 1895 à 1906.

## Sources
- « Théophile Depreux », dans le Dictionnaire des parlementaires français (1889-1940), sous la direction de Jean Jolly, PUF, 1960 [détail de l’édition]